# 卡尔·约翰·奥斯特伦
卡尔·约翰·奥斯特伦（瑞典語：Karl Johan Åström，1934年8月5日—），是瑞典控制理论家，在控制理论和控制工程、计算机控制和自适应控制等领域做出了贡献。1965年，他描述了具有不完全信息的马尔可夫决策过程的一般框架，最终导致了部分可观察马尔可夫决策过程的概念。
1995年，奥斯特伦被选为美国国家工程院院士，以表彰其对识别、随机和自适应控制的贡献，并将其纳入控制工程实践。

## 基本介绍
奥斯特伦出生于厄斯特松德。他就读于瑞典皇家工学院，并于1957年获工程物理硕士学位，1960年获自动控制与数学博士学位。此外，从1955年至1960年奥斯特伦还任教于该校，并同时为瑞典国防研究所研究惯性导航系统。
奥斯特伦于1961年加入IBM北欧实验室并开始研究电子控制。1965年，他加入隆德大学并成为全新设立的自动控制系主任，直至1999年退休。自2002年起，奥斯特伦成为加州大学圣巴巴拉分校的荣誉访问教授。
奥斯特伦是IEEE会士，瑞典皇家科学院院士，瑞典皇家工程科学院副主席，美国工程院外籍院士。